# Flitcham with Appleton
Flitcham with Appleton – civil parish w Anglii, w hrabstwie Norfolk, w dystrykcie King’s Lynn and West Norfolk. Leży 55 km na zachód od Norwich i 152 km na północ od Londynu.
Miejscowość liczy 236 mieszkańców.